# Unabhängige Kommission zur Überprüfung des Vermögens der Parteien und Massenorganisationen der DDR
Die Unabhängige Kommission zur Überprüfung des Vermögens der Parteien und Massenorganisationen der DDR (UKPV) war vom 1. Juni 1990 bis 15. Dezember 2006 für die Ermittlung der Vermögen von Parteien und Massenorganisationen der DDR (PMO) im In- und Ausland zuständig.

## Organisation
Sie wurde zunächst auf der Grundlage eines Gesetzes der Volkskammer der DDR durch Ministerpräsident Lothar de Maizière eingesetzt und anschließend durch den Einigungsvertrag von der Bundesrepublik Deutschland übernommen.
Unterstützt wurde sie dabei von einem Sekretariat, das organisatorischer Bestandteil des Bundesministeriums des Innern (BMI) war. Die UKPV arbeitete unabhängig.
Vorsitzende waren:
- Georg Reinicke (vom 8. Juni 1990 bis zum 18. März 1991)
- Hans-Jürgen Papier (vom 19. März 1991 bis zum 27. Februar 1998)
- Christian von Hammerstein (seit dem 8. Juli 1998)

Mitglieder waren u. a.
- Lothar Anys (Königsbrück)
- Arne Börnsen (SPD, Ritterhude)
- Barbara Erdmann  (Berlin, Rechtsanwältin)
- Reiner Krziskewitz, (November 1990)
- Hermann Fellner (CSU, Freudenberg)
- Reinhard Krämer (Königswinter, Die Grünen)
- Birgit Laubach (Eppstein)
- Wolfgang Lüder (FDP, Berlin)
- Volker Manhenke (Kleinmachnow)
- Christian  Neuling (CDU, Berlin)
- Matthias Platzeck, Grüne Liga (bis September 1990)
- Joachim Rottmann (Bonn, Richter des Bundesverfassungsgerichts)
- Hans-Andreas Schönfeldt (Berlin)
- Gerhard Zerth (Oberursel)
- Georg Zschornack (DBD, FDP, Zescha)[1]

Die Unabhängige Kommission zur Überprüfung des Vermögens der Parteien und Massenorganisationen der DDR (Unabhängige Kommission / UK) war  vom 1. Juni 1990 bis 15. Dezember 2006 für die Überprüfung und die Ermittlung und Feststellung des Vermögens der Parteien und Massenorganisationen der DDR zuständig. Sie nahm diese Aufgabe in laufender enger Abstimmung mit der Treuhandanstalt (THA), Direktorat Sondervermögen wahr.
Mit dem am 31. Mai 1990 von der Volkskammer beschlossenen Gesetz zur Änderung des Gesetzes über Parteien und andere politische Vereinigungen (Parteiengesetz vom 21. Februar 1990 – PartG-DDR) wurde das Vermögen der Parteien der DDR und der mit ihnen verbundenen Organisationen, juristischen Personen und Massenorganisationen, das am 7. Oktober 1989 bestanden hat oder seither an die Stelle dieses Vermögens getreten war, unter treuhänderische Verwaltung gestellt (§ 20b Abs. 2 PartG-DDR).
Die treuhänderische Verwaltung wurde durch § 20 b Abs. 3 PartG-DDR einer Unabhängigen Kommission übertragen. Zugleich bestimmt § 20b Abs. 1 PartG-DDR, dass mit dem Inkrafttreten dieses Gesetzes – 1. Juni 1990 – die Parteien und die mit ihnen verbundenen Organisationen, juristischen Personen und Massenorganisationen Vermögensveränderungen nur mit Zustimmung des Vorsitzenden der UKPV vornehmen können.
Der UKPV wurde „zur Durchführung ihrer Arbeit das Recht der Beweisaufnahme, entsprechend den Verfahrensregeln der Strafprozessordnung Zeugen zu vernehmen, Hausdurchsuchungen, sonstige Durchsuchungen und Beschlagnahmen vornehmen zu lassen“ übertragen (§ 20a Abs. 4 PartG-DDR).
Der Einigungsvertrag bestimmt die Fortgeltung der §§ 20a und 20b PartG-DDR mit bestimmten Maßgaben. Die Bundesregierung wurde ermächtigt, weitere sechs Mitglieder der UKPV im Benehmen mit dem Bundestagspräsidenten zu berufen. Sie unterlag lediglich der Rechtsaufsicht der Bundesregierung, die durch das BMI wahrgenommen wurde, nicht der Fachaufsicht. Zugleich wurden ihre Aufgaben modifiziert:
- Die treuhänderische Verwaltung des Vermögens der Parteien, der mit ihnen verbundenen Organisationen, juristischen Personen und Massenorganisationen wurde der Treuhandanstalt übertragen.
- Während das Parteiengesetz der DDR in Bezug auf das Parteivermögen nur die treuhänderische Verwaltung bestimmte und Verfügungsverbote aussprach, traf die Maßgabe des Einigungsvertrages Regelungen über die Verwendung jenes treuhänderisch verwalteten Vermögens:
  - Das Vermögen ist an die früher Berechtigten oder deren Rechtsnachfolger zurückzuführen.
  - Nur soweit Vermögen nachweislich nach materiell-rechtsstaatlichen Grundsätzen im Sinne des Grundgesetzes erworben worden ist, wird es den Parteien und sonstigen Institutionen wieder zur Verfügung gestellt.
  - Soweit diese Fälle nicht vorliegen, ist das Vermögen zugunsten gemeinnütziger Zwecke, insbesondere der wirtschaftlichen Umstrukturierung, in dem Beitrittsgebiet zu verwenden.

Durchgeführt wurde das Verfahren von der Treuhandanstalt, später der Bundesanstalt für vereinigungsbedingte Sonderaufgaben (BvS) im Einvernehmen mit der UKPV.
Durch das Gesetz zur Auflösung der Unabhängigen Kommission zur Überprüfung des Vermögens der Parteien und Massenorganisationen der Deutschen Demokratischen Republik vom 19. Dezember 2006 (BGBl. I S. 3230) – Inkrafttreten 1. Januar 2007 – wurde die Kommission aufgelöst. Ihre Aufgaben werden seitdem von der BvS wahrgenommen.

## Parteivermögenskommissionsverordnung
Die Bundesregierung hat am 14. Juni 1991 die Parteivermögenskommissionsverordnung – PVKV erlassen.
Darin wurde u. a. festgelegt:
- Die Rechtsaufsicht der Bundesregierung wird vom Bundesministerium des Innern wahrgenommen.
- Entscheidungen der Kommission, die keinen Aufschub dulden (Eilentscheidungen), können vom Vorsitzenden der UKPV im Benehmen mit dem Leiter des Sekretariats getroffen werden.
- Die Kommission kann ihre Befugnisse für Einzelfälle oder Fallgruppen auf den Leiter des Sekretariats übertragen (Delegationsentscheidungen).
- Der Leiter des Sekretariats vertritt die Kommission gerichtlich.

### Folgende Parteien fallen unter das PartG-DDR
- Sozialistische Einheitspartei Deutschlands (SED), (PDS)
- Christlich-Demokratische Union Deutschlands (CDU der DDR)
- Demokratische Bauernpartei Deutschlands (DBD)
- Liberal-Demokratische Partei Deutschlands (LDPD)
- National-Demokratische Partei Deutschlands (NDPD)

### Unter treuhänderische Verwaltung gestellte verbundene Organisationen
Unter das PartG-DDR fallen nicht alle Organisationen, insbesondere nicht alle Massenorganisationen, sondern nur die mit den Parteien „verbundenen“:
- Freier Deutscher Gewerkschaftsbund (FDGB)
- Freie Deutsche Jugend (FDJ)
- Demokratischer Frauenbund Deutschlands (DFD)
- Kulturbund der DDR
- Friedensrat der DDR
- Gesellschaft für Deutsch-Sowjetische Freundschaft (DSF)
- Gesellschaft für Sport und Technik (GST)
- Komitee der Antifaschistischen Widerstandskämpfer der DDR
- Komitee für Menschenrechte
- Liga für die Vereinten Nationen in der DDR
- Liga für Völkerfreundschaft der DDR
- Nationalrat der Nationalen Front der DDR
- Solidaritätskomitee der DDR
- URANIA – Gesellschaft zur Verbreitung wissenschaftlicher Kenntnisse
- Verband der Freidenker der DDR
- Verband der Journalisten der DDR
- Vereinigung der gegenseitigen Bauernhilfe (VdgB)
- Zentraler Ausschuss für Jugendweihe in der DDR (ZAJ)

## Sekretariat
Die UKPV als Kollegialorgan von maximal 16 Mitgliedern war von Anfang an nicht in der Lage, die alltägliche Arbeit – insbesondere die arbeitsintensiven Vermögensermittlungen – selbst durchzuführen. Nach Herstellung der deutschen Einheit wurde die UKPV deshalb durch ein Ende 1990 in Berlin eingerichtetes ständiges Sekretariat unterstützt. Dieses Sekretariat war organisatorisch Bestandteil des Bundesministeriums des Innern. Einzelheiten in der Zusammenarbeit zwischen Kommission und Sekretariat werden in der Parteivermögenskommissionsverordnung geregelt.
Das Sekretariat nahm für die Kommission die notwendige Zusammenarbeit mit der THA/BvS und den übrigen beteiligten Stellen wahr.
Der Personalbestand des Sekretariats variierte entsprechend den Aufgaben: Im Jahre 1992 waren 85 Mitarbeiter tätig. Das Sekretariat setzte in großem Umfang Wirtschaftsprüfungsunternehmen bei den Vermögensermittlungen ein.

## Berichte der UKPV an den Deutschen Bundestag
Die Unabhängige Kommission hat sehr detailliert Bericht über ihre Tätigkeit zum Vermögen der SED (Bundestagsdrucksache 13/11353 vom 24. August 1998) erstattet. Sie hat ferner zum Vermögen der Parteien CDU der DDR, DBD, LDPD, NDPD (Bundestagsdrucksache 13/5376 vom 1. August 1996), der Massenorganisationen der DDR, wie FDGB, Kulturbund der DDR, Gesellschaft für Sport und Technik (GST), Vereinigung der gegenseitigen Bauernhilfe (VdgB), Gesellschaft für Deutsch-Sowjetische Freundschaft und weiterer kleinerer politischen Organisationen (alle Bundestagsdrucksache 13/11353) und der FDJ (Bundestagsdrucksache 13/5377 vom 1. August 1996) berichtet.
Ein Nachtragsbericht wurde 2003 erstattet (Bundestagsdrucksache 15/1777 vom 9. Oktober 2003).